# Navarro (Argentine)
Pour les articles homonymes, voir Navarro (homonymie).
Navarro est une localité argentine située dans le partido homonyme, dans la province de Buenos Aires.

## Toponymie
Son nom rappelle le capitaine conquistador Miguel Navarro, compagnon de Juan de Garay, qui a traversé la région à la fin du XVIe siècle.

## Histoire
En 1767, le commandant Juan Antonio Marin conseille au gouverneur Bucareli de créer une « Guardia de San Lorenzo de Navarro ». En 1782, le vice-roi a recommandé l'installation de familles et la ville a commencé à prendre forme. En 1825, le géomètre José de la Villa a délimité la zone urbaine, traçant ainsi les contours du périphérique, et une école publique a commencé à fonctionner dans le coin où se trouve aujourd'hui le Banco Nación. En 1828 a lieu la bataille de Navarro, au cours de laquelle les forces du général Lavalle défont celles du colonel Manuel Dorrego, et le font fusiller le 13 décembre au ranch d'El Talar, dont le butin est reconnu par le Dr Miguel Mariano de Villegas.

## Démographie
La localité compte 13 224 habitants (Indec, 2010), ce qui représente une augmentation de 14 % par rapport au précédent recensement qui comptait 11 652 habitants en 2001.

## Tourisme
La principale attraction touristique est sa lagune, le parc Dorrego, le village écologique GAIA.

## Éducation

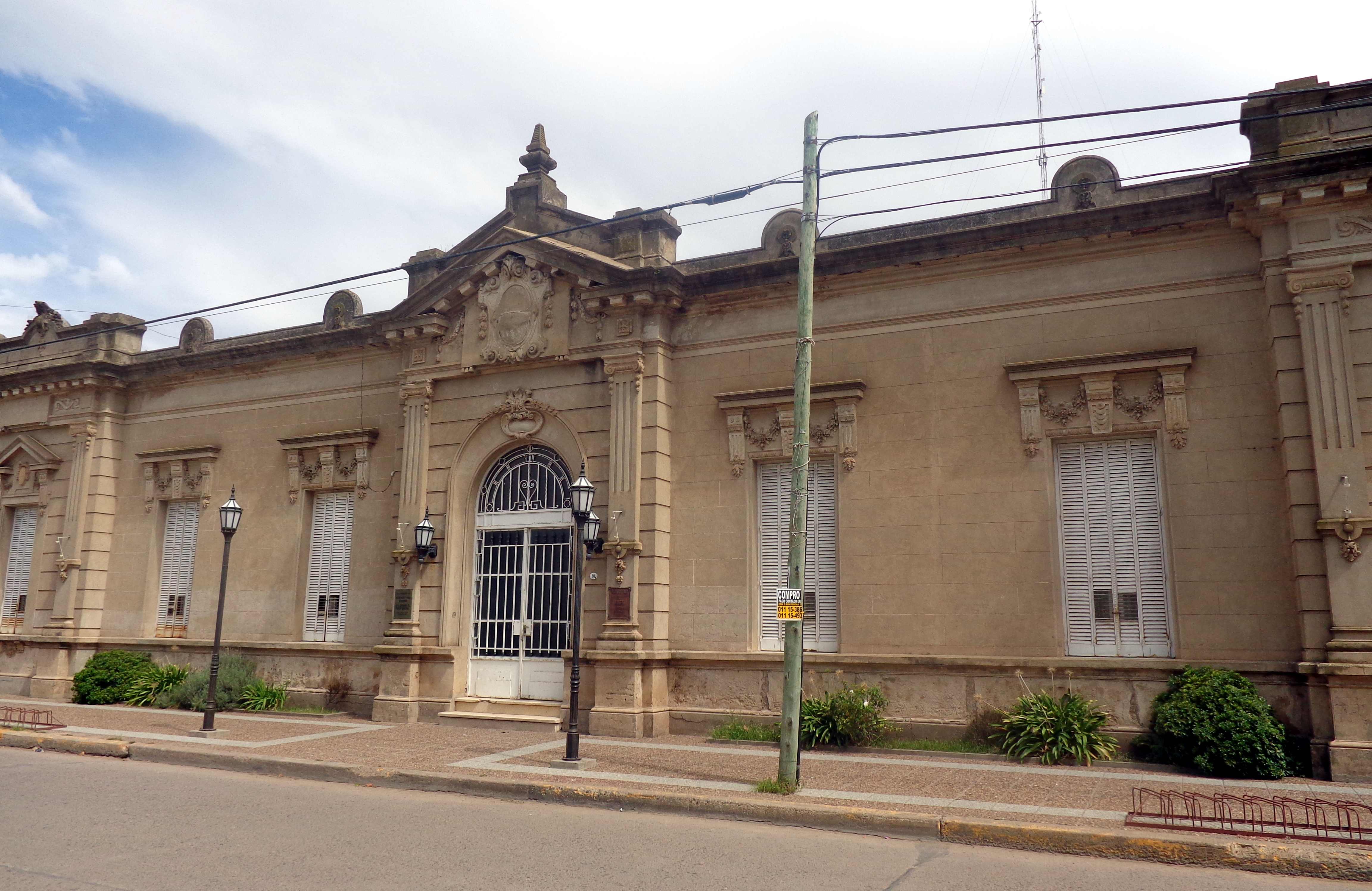
Édifice.

Le partido de Navarro appartient à la région 10 de la Direction générale de la culture et de l'éducation de la province de Buenos Aires. Cette région comprend les localités de Mercedes (siège), Luján, Navarro, Gral. Rodríguez, Gral. Las Heras, Marcos Paz, Cañuelas, Suipacha et San Andrés de Giles.

### Institutions publiques
- École technique secondaire no 1 Gral. Manuel Savio : elle est située au centre de la ville, à deux pâtés de maisons de la place principale. Ses orientations sont : technicien en électromécanique et technicien en technologie alimentaire.
- École secondaire d'enseignement agricole no 1.
- L'école secondaire no 1 : (ex-ESB no 4) est située dans la ville de Las Marianas (30 km de la ville de Navarro), en face de la place principale. Elle partage un bâtiment avec l'école primaire no 18 et est une école à temps plein. Il propose une licence en économie.
- École secondaire no 2 : (ex-ESB no 6) Elle est située dans la ville de Villa Moll, dans la rue Santa Fe, bloc 44, en face de la place El Progreso et fonctionne dans les locaux de l'école primaire no 19 José M. Estrada.
- École secondaire de base no 2 : elle est située dans la ville de Navarro, sur la 7e rue, entre les rues 36 et 38, dans les locaux de l'école primaire no 21 Domingo Faustino Sarmiento (la première école secondaire publique ouverte dans le partido en 2006).
- École secondaire de base no 5 : elle est située dans la ville de Navarro, dans la rue 19, entre les rues 42 et 44, et fonctionne dans les locaux de l'école primaire no 11.

### Institutions privées
- Institut San José : situé au centre de la ville, à un pâté de maisons de la place principale, à l'angle de la 107e et de la 20e rue, il propose un enseignement maternel, primaire, secondaire et supérieur.
- École secondaire San Lorenzo : au centre de la ville, à deux pâtés de maisons de la place principale, sur la 28e rue et la 7e rue.

## Médias locaux

### Journaux
- Amanecer, également connu sous le nom familier de El Diarito del pueblo. Il est distribué uniquement le samedi.
- La Semana de Navarro, dont la devise est El Auténtico diario de la gente. Il est distribué le jeudi.

### Télévision
- NTV, chaîne d'information et de divertissement.

## Personnalités
- Miguel de Andrea, fondateur de la FACE (Federación de Asociaciones Católicas de Empleados) ;
- Laio, guitariste et chanteur ;
- Samuel Caraballo, traditionaliste[4] ;
- Pedro O. Carrero, journaliste[4] ;
- Abdón R. Colman, enseignant, musicien et artiste[5] ;
- Manuel Fresco, médecin et gouverneur de la province de Buenos Aires pendant la Décennie infâme ;
- Carlos Horacio Ponce de León, évêque ;
- Lucio Correa Morales, le premier sculpteur argentin de renommée mondiale ;
- Pablo Ramírez, célèbre créateur de haute couture ;
- Facundo Diz, homme politique et footballeur connu pour avoir joué pour le Quilmes Atlético Club, le Club Atlético Tigre et Tristán Suárez, entre autres.

## Religion
| Archidiocèse | Mercedes-Luján     |
| ------------ | ------------------ |
| Paroisse     | San Lorenzo Mártir |